# 宇宙要塞
宇宙要塞（うちゅうようさい）は、宇宙空間における戦闘の拠点となる要塞のことで、SFに登場する架空の軍事施設である。

## 概要
一般的なイメージとしては、現実の要塞と同じ様な主要な通過箇所の管制・戦線防衛・補給を行う前線基地としての役割が期待されている。運用面ではある特定の宙域に静止もしくは一定の軌道上にあり、駐留する宇宙艦隊の補給・出撃の拠点とされている。また、宇宙戦闘機やロボット兵器の運用能力を与えられているケースも多い。
宇宙要塞自体も強力に武装しており、時に惑星をも破壊する超兵器・大量破壊兵器と目される要塞砲（巨大なレーザー砲）を装備したり宙域に配置している。防御の強固さにおいても通常の宇宙艦艇をはるかに凌駕しており、中には攻撃を無効化するバリアーなどの発生装置を組み込んだものも登場する。
宇宙要塞には小惑星などの小天体を改造して軍事施設を組み込んだものから、純然たる人工構築物まで様々なパターンがある。代表例として前者には『宇宙戦艦ヤマト』に登場する白色彗星帝国や都市衛星ウルク、『機動戦士ガンダム』に登場するソロモンやア・バオア・クーなど、後者には『銀河英雄伝説』に登場するイゼルローン要塞や『スター・ウォーズ』に登場するデス・スターなどがある。
しかし、現実世界での近代戦～現代戦においても要塞が廃れていった様に、宇宙要塞も構築・実用化の暁には極めて運用が難しくなると予想される。宇宙空間は地上よりはるかに広大であり、たとえ防御拠点として要塞を建造したとしても攻撃側は地上よりはるかに容易に要塞の防御範囲を迂回してしまえるからである（作品の設定にもよるが、燃料事情によって宇宙要塞がある宙域をやむを得ず通らねばならないという事もあり得る）。ただ、単なる防御拠点というよりも重防御が施された艦隊の出撃・修理・補給のための拠点と考えた場合、艦隊戦力が健在な限り、十分大きな戦略的価値を有することになる。拠点機能を有しない小規模な要塞を特に宇宙トーチカと呼ぶ作品もあるが、一般的ではない。
劇中では『銀河英雄伝説』におけるイゼルローン要塞のように、「基本的に迂回不可能な宇宙域に存在している」（もしくは迂回という選択肢自体が劇中で明示されない）という設定が多い。
宇宙要塞の建造・運用には当然多大な資金と資源を要する。そのため、作品中では全世界・宇宙規模の覇権を狙う大国（つまり敵方）の強大な富と権勢の象徴として、敵の本拠地・悪の牙城という「役柄」で登場し、主人公勢力が徒手空拳でそれに挑むという構図になることも少なくない。

## 機動要塞
宇宙要塞の多くは特定の宙域に留まっていて動けない。しかし中には、デス･スターや『銀河英雄伝説』のガイエスブルク要塞（改造後）などのように推進装置やワープ装置を備え、ある程度の自航能力を有するものがある。このように自力での移動が可能な宇宙要塞を特に「機動要塞」と呼称することがある。それらは実質的には超巨大な宇宙戦艦・宇宙空母でもあり、両者の境界線は曖昧なものである。例えば「超時空要塞」マクロスなどは「要塞」とあるが、外観や運用は宇宙空母に近い。
その運用法は戦略兵器としてであり、前述したような要塞砲や機動兵器で敵対勢力に壊滅的な打撃を与えようとするものである。このほか進軍する際の補給拠点として艦隊と共に前進させることにより、長距離の進軍を行ったり要塞に備えられた高出力砲によって戦闘を支援するという運用方法も多く見られる。また前述の「迂回で無力化される」弱点が克服され、敵に正面決戦で消耗するか、首都を直撃されるかの二者択一を強要する効果もある。
その建造に当たっては、機動要塞として設計される以外にも移動機構が組み込まれていない宇宙要塞や小惑星を改造し自航用機関を増設するという方法が考えられる（『レンズマン』のように、全土が要塞化された地球型惑星を丸ごと動かす作品さえある）。

## 主な宇宙要塞

### 小惑星を改装した宇宙要塞
- ガンダムシリーズ
  - 宇宙世紀作品
    - ルナツー
    - ソロモン（コンペイトウ）
    - ア・バオア・クー（ゼダンの門）
    - アクシズ - 後に自航能力を与えられる。

  - コズミック・イラ作品
    - アルテミス
    - ボアズ
    - ヤキン・ドゥーエ
    - メサイア - 機動要塞にも分類される。

  - アンバット（『機動戦士ガンダムAGE』）
- レンテンベルク要塞（『銀河英雄伝説』）
- エリヌス（『航空宇宙軍史』）
- ダイモス（『敵は海賊』）
- 白色彗星帝国#宇宙要塞（『さらば宇宙戦艦ヤマト 愛の戦士たち』『宇宙戦艦ヤマト2』）

### 純然たる人工構築物の宇宙要塞
- ガンダムシリーズ
  - カイラスギリー（『機動戦士Vガンダム』）
  - 宇宙要塞バルジ（『新機動戦記ガンダムW』）
  - ピースミリオン級宇宙戦艦 ピースミリオン（『新機動戦記ガンダムW』）
  - ピースミリオン級宇宙戦艦 リーブラ（『新機動戦記ガンダムW』）
  - ラ・グラミス（『機動戦士ガンダムAGE』）
- 銀河英雄伝説
  - イゼルローン要塞
  - ガイエスブルク要塞
  - ドライ・グロスアドミラルスブルク(三元帥の城)要塞
  - ガルミッシュ要塞
  - シャーテンブルク(影の城)要塞
- ゼムス・ゲルン（『ギャラクシーエンジェル』）
- ナイトメア機動要塞（『星のカービィ』）
- ディープ・スペース・ナイン（『スタートレック』）
- デザリアム星（『ヤマトよ永遠に』）
- オクトパス（『御雷』）
- クレオパトラ（『御雷』）
- 機動要塞ネメシス（『メビウスリンク』） - 他にも同級要塞が複数登場。
- チョビ丸（『天地無用!魎皇鬼』）
- モジュール77（『革命機ヴァルヴレイヴ』） - 独立宣言後の戦闘でモジュールのブリッジ部分を敵機の弾幕攻撃などによって切断したため、都市国家だけでなく要塞としての機能も果たすようになった。

### 機動要塞

#### 最初から機動要塞として建造されたもの
- デス・スター（『スター・ウォーズ』）
  - 第2デス・スター
- ギャラクシーエンジェル
  - 影の月
  - 黒き月
  - 白き月
  - 光の月
- ナイトメア機動要塞『星のカービィ』
- 機動要塞ミストルテイン（Almagest -Overture-）
- エンジェル・ハイロゥ（機動戦士Vガンダム）
- 都市衛星ウルク（宇宙戦艦ヤマト 完結編、ディンギル帝国）
- 自動惑星ゴルバ（宇宙戦艦ヤマト 新たなる旅立ち、暗黒星団帝国）
  - ゴルバ型浮遊要塞（ヤマトよ永遠に、暗黒星団帝国）
- 中間基地（ヤマトよ永遠に、暗黒星団帝国）
- 宇宙要塞（宇宙戦艦ヤマトIII、ガルマン・ガミラス帝国東部方面軍総司令部）
- 機動要塞（宇宙戦艦ヤマトIII、ボラー連邦）
- 機動要塞デスペラン（シュヴァルツシルトシリーズ）
- ダウネス（『機動戦士ガンダムAGE』）
- ニューアース級機動要塞（シュヴァルツシルトシリーズ）
- 惑星破壊要塞（トランスフォーマーV）
- ボドル機動要塞（超時空要塞マクロス 愛・おぼえていますか）
- ラプラミズ級機動要塞（超時空要塞マクロス 愛・おぼえていますか）
- 大空魔竜（大空魔竜ガイキング）
- アーマノイド星（ゼロテスター）

#### 既存の宇宙要塞に自航能力を持たせたもの
- ガイエスブルク要塞（銀河英雄伝説シリーズ）

#### 地球型惑星を要塞化し自航能力を持たせたもの
- 無慣性惑星メドン（レンズマンシリーズ）
- スターキラー基地（スター・ウォーズシリーズ）